# Remagen
Remagen är en stad i den tyska delstaten Rheinland-Pfalz med en befolkning som uppgår till omkring 17 000 invånare. Staden är belägen vid floden Rhen omkring 20 kilometer söder om Bonn.

## Historia

### Andra världskriget
Staden blev bekant under andra världskriget genom att en förtrupp från den amerikanska nionde pansardivisionen 7 mars 1945 lyckades erövra den sista ännu ej förstörda bron över Rhen, den så kallade Ludendorffbrücke. Detta innebar, att de allierade styrkorna kunde föra över materiel och soldater till den östra stranden av floden och där upprätta ett brohuvud.
Situationen var utomordentligt besvärande för den tyska arméledningen, som på olika sätt försökte att rasera bron. 
- Grodmän utrustade med sprängmedel försökte att nattetid i undervattensläge nå bron för att kunna spränga den men misslyckades genom att bron bevakades med bland annat kraftiga strålkastare varför grodmännen i god tid upptäcktes.
- Jetplan från Luftwaffe sattes in för att med bombangrepp förstöra bron utan framgång.
- Elva V2-raketer sköts från Nederländerna mot Remagen. De slog ned i närheten men inte direkt på bron. Den skakades av de kraftiga detonationerna men höll.
- På grund av utmattning rasade till sist den svårt skadade bron i floden och tog med sig 28 amerikanska soldater. Endast de kraftiga pylonerna stod kvar.

Efter att ha förlorat den viktiga bron byggde amerikanska ingenjörstrupper på båda sidor om den raserade bron sammanlagt fem pontonbroar, som fick överta transporterna.

## Fredsmuseum
Sedan 1980 finns i innandömet av de två pylonerna på Remagen-sidan inrättat ett fredsmuseum. Initiativtagare till museet var den mångårige borgmästaren i Remagen, Hans Peter Kürten, som skaffade fram medel till iordningställandet genom försäljning av stenar från bron (med äkthetscertifikat). Ännu idag är det möjligt att köpa äkta remagen-stenar för en summa av 30 €.

## Kända personer
- Rudolf Caracciola, en av de framgångsrikaste racerförarna under mellankrigstiden var född i Remagen.